# Sistemul partidului dominant
Sistemul partidului dominant sau un sistem dominant de un singur partid este un sistem politic în care grupurile de opoziție sau partidele politice sunt permise, dar un singur partid domină rezultatele alegerilor. Orice partid de guvernământ care rămâne la putere mai mult de un mandat consecutiv poate fi considerat un partid dominant (denumit și predominant sau hegemonic).